# The Kill Reflex
The Kill Reflex è un film statunitense del 1989 diretto e interpretato da Fred Williamson. Il film è conosciuto anche con il titolo Soda Cracker.

## Trama
Soda Cracker, un poliziotto della polizia di Chicago, indaga sull'omicidio del suo ex partner durante alcune indagini sul crimine organizzato e su alcuni colleghi corrotti.